# 幸德秋水
幸德秋水（1871年11月5日—1911年1月24日），日本明治時代的記者、思想家、社會主義者、無政府主義者。本名幸德傳次郎，秋水這個名字來源於《莊子·秋水篇》，是其師父中江兆民起的。他是「幸德大逆事件」中被處刑12人中的一人。

## 生平
幸德秋水于明治四年九月二十三日（舊曆）出生在日本高知縣幡多郡中村町（今高知縣四萬十市）。幸德家以造酒和種藥為生，其祖上本為陰陽師世家幸德井氏。此外，幸德秋水妻子師岡千代子的父親是日本國學家師岡正胤，在江戶時代末期支持尊王攘夷，是足利三代木像梟首事件的主謀。
1887年前往東京，成為同鄉中江兆民的徒弟。後來加入了《自由新聞》社，並與小泉策太郎成為好友。同年由於明治政府頒佈壓制自由民權運動的保安條例，遷居大阪的中江兆民向角藤定憲提出芝居公演的計劃。角藤舉起大日本壯士改良演劇會的大旗，成為壯士芝居的先驅。其劇本「勤王美談上野曙」就是中江兆民與幸德秋水一起寫的。
1898年，幸德秋水加入由黑岩淚香創辦的萬朝報，成為其一名記者。萬朝報是日本市井流言報導的先驅，其以披露掌權者爭權奪利的醜聞、「蓄妾實例」的隱私等為賣點。1899年末，該報在東京成為發行量位居第一位的報紙，其最大發行量達到30萬部。由於其使用淡紅色紙張印刷，被東京人稱為「赤新聞」。
幸德秋水在擔任記者的同時加入國民英學會學習。1900年8月30日，原自由黨派系的政黨憲政黨與原先的政敵藩閥伊藤博文結成立憲政友會。幸德秋水在萬朝報上發表了題為「祭自由黨文」（自由党を祭る文）的批判論文，歎息道「嗚呼，自由黨死矣！」（嗚呼、自由党死す矣）。同年6月，日本參加八國聯軍鎮壓義和團之亂，萬朝報追探日軍在清朝掠取馬蹄銀的事情真相，致使陸軍中將真鍋斌最終被免職。這引起了真鍋斌與山縣有朋的仇恨，相傳幸德大逆事件就是二人陷害他的。
1901年，幸德秋水刊行《廿世紀之怪物帝國主義》，以批判帝國主義行為。而帝國主義在當時國際上卻被認為是很先進的。同年，田中正造就足尾銅山礦毒事件向明治天皇上書直訴，其直訴狀是由幸德秋水起草、田中正造改動後上呈的。
1903年，日俄戰爭前夕，日本新聞界的論調以反戰為主流；但後來迫於明治政府的壓力，支持戰爭成為了輿論的主要論調。《萬朝報》也從反戰論轉為開戰論，因此幸德秋水與堺利彥、內村鑑三、石川三四郎退出萬朝報。幸德秋水與堺利彥一起創立了主張反戰的平民社，創立週刊《平民新聞》。萬朝報的同事齊藤綠雨貧病交加，平民新聞為綠雨設立「桃子明信片」（もゝはがき）專欄，獲取稿費以維持生計。幸德秋水也經常送錢救濟他。
1904年，幸德秋水發表《與俄國社會黨書》，又與堺利彥翻譯發表了《共產黨宣言》。當日就被日本政府封禁了。
1905年，幸德秋水因為違反新聞紙條例而入獄，在獄中認識了克魯泡特金，傾向於無政府主義。出獄後，11月流亡美國舊金山。在那裡他認識了一些無政府主義人士，受到無政府工團主義的影響。
1906年，第一次西園寺內閣成立之後，西園寺公望採取融和政策。同年1月承認西川光二郎創立的日本平民黨，不久以堺利彥為中心創立日本社會黨。翌年2月，兩黨合併，党名维持日本社会党不变。該黨以在合法的條件下實現日本的社會主義為目標。建黨之後，積極推動抗議東京市電車車價上漲等群眾性抗議運動。幸德秋水自美國歸國，在社會黨內主張實行總罷工。但由於與主張議會政策論（工人爭取普選權）的片山潛、田添鐵二等人的意見相左而分道揚鑣。此後幸德秋水與岩佐作太郎一起成立了社會革命黨。
1909年創辦《自由思想》刊物，發行當日就被列為禁刊。
1910年，由於有一些社會主義者策劃暗殺明治天皇，日本政府大肆搜捕社會主義者和無政府主義者。幸德秋水與其他一些社會主義者被逮捕審判，翌年被判處死刑，與其他12人一起在市谷刑務所被處決。這就是著名的幸德大逆事件。此次事件受到了日本國內外一些人士的批評，認為明治政府捏造事實，試圖將日本的社會主義者一網打盡，因為被處死的管野須賀子等數人策劃暗殺皇族沒有事實依據。德富蘆花也試圖挽救幸德秋水一命，通過哥哥德富蘇峰向當時的日本首相桂太郎求情，但未果。1911年2月，也就是幸德秋水被殺的下一個月，由河上丈太郎與森戶辰男在第一高等學校的辯論部主辦的「謀叛論」演講曾引起了一定騷動。
幸德秋水的墳墓位於高知縣四萬十市的正福寺，在其妻千代子的墓旁邊，墓碑上的銘文為小泉策太郎纂寫。在幸德秋水被處決後，為了消除其對日本社會的影響，日本檢察廳、裁判所秘密監視其墓，並在墓碑上裝了鐵格子，直到二戰日本投降為止。

## 绝命诗
|  | 区区成败且休论，千古惟应意气存。 如是而生如是死，罪人又觉布衣尊。 |

## 著作史料
- 飛鳥井雅道編、解说《幸德秋水集》（《近代日本思想大系》第13卷），筑摩書房，1975年（昭和50年）11月。
- 伊藤整編《幸德秋水》（《日本之名著》第44卷），中央公論社，1970年（昭和45年）9月。
- 編《大逆帖－堺氏藏》，1981年（昭和56年）1月。
- 塩田庄兵衛編《幸徳秋水の日記と書簡》增補決定版，未來社，1990年（平成2年）4月。
- 中島及《幸德秋水漢詩評释》，高知市民图書館，1978年（昭和53年）3月。
- 山泉進編、解題《幸德秋水》（平民社資料中心監修第1巻），論創社，2002年（平成14年）10月。ISBN 4-8460-0353-1
- 《幸德秋水文集》（《解放群書》 第7編），解放社，1926年（大正15年）。
- 《幸德秋水集》（《改造文庫覆刻版》第1期），改造图書出版販卖，1977年（昭和52年）2月。
- 幸德秋水全集編集委員会編《幸德秋水全集》，全9卷、別卷2卷、補卷，明治文献，1968年（昭和43年） - 1972年（昭和47年）。
- 山泉進校注《帝国主義》（《岩波文庫》青版125-1），岩波書店，2004年（平成16年）6月。ISBN 4-00-331251-1

## 外部連結
- （日語） 幸德秋水显彰会 （页面存档备份，存于）
- （日語） 在青空文库中搜索幸德秋水的著作 （页面存档备份，存于）
- （日語） 无政府主义文献列表 幸德秋水相关 （页面存档备份，存于）
- （英文） The Anarchist Movement in Japan John Crump所著的日本无政府主义小史